# Большой Двор (Нижнешарденгский сельсовет)
Большой Двор — деревня в Великоустюгском районе Вологодской области.
Входила в состав Нижнешарденгского сельского поселения, с точки зрения административно-территориального деления — в Нижнешарденгский сельсовет. В результате объединения Нижнешарденгского сельского поселения с Трегубовским входит в состав Трегубовского сельского поселения с административным центром в деревне Морозовица.
Расстояние по автодороге до районного центра Великого Устюга — 34,5 км, до бывшего центра муниципального образования Пеганово — 9,5 км. Ближайшие населённые пункты — Пантусово, Исаково, Верхнее Алешково, Биричево, Фоминская, Нижнее Алешково.
По данным переписи в 2002 году постоянного населения не было.